# Juristische Hochschule des MfS
Die Juristische Hochschule des MfS (offiziell und zur Tarnung: Juristische Hochschule Potsdam; abgekürzt JHS) war eine geheime Bildungseinrichtung für Angehörige des Ministeriums für Staatssicherheit (MfS) der DDR. Sie wurde am 16. Juni 1951 als Schule des MfS gegründet und erhielt am 16. Februar 1965 den Status einer Hochschule für die juristische Ausbildung. Im November 1989 erfolgte die letzte Umbenennung in Hochschule des Amtes für Nationale Sicherheit.
Die JHS des MfS bildete nicht nur „operative Kader“, sondern auch leitende und mittlere leitende Kader aus. Die Ränge im MfS waren, wie in militärischen oder polizeilichen Strukturen, hierarchisch aufgebaut.
Absolventen eines Studiums an der JHS waren an einem weißen Absolventenabzeichen an ihrer Uniform zu erkennen. Absolventen, die ihre Erstausbildung mit einem Diplom abschlossen, traten in der Regel mit einem Offiziersrang als Leutnant in den Dienst. Bereits erfahrene Kader, die als Hauptmann oder Major zur JHS delegiert wurden, konnten durch weiterführende Lehrgänge oder ein Zusatzstudium die Qualifikation für höhere Positionen und Dienstgrade bis hin zum Oberstleutnant oder Oberst erwerben.
Die JHS des MfS war kein rechtswissenschaftliches Ausbildungs- und Forschungsinstitut, sondern eine akademisierte Geheimdiensteinrichtung des Ministeriums für Staatssicherheit mit sehr starker ideologischer Ausrichtung und wird daher von dem Historiker Kowalczuk als eine der Ideologie-Hochschulen der DDR eingeordnet. Nach dem Ende der DDR stellte sie im Januar 1990 ihre Tätigkeit ein.

## Lerninhalte der JHS
Die JHS des MfS bildete ihre Kader umfassend in operativen Methoden und ideologischen Grundlagen aus, um die staatliche Sicherheit der DDR zu gewährleisten.

### Allgemeine Lehrinhalte
Globale Lehrinhalte der JHS des MfS waren:
- Operative Feindbearbeitung: Ausbildung zur zielgerichteten „Bekämpfung von negativ-feindlichen Kräften“ und „subversiver Tätigkeit“ zum Schutz der sozialistischen Gesellschaftsordnung.
- Arbeit mit Inoffiziellen Mitarbeitern (IM): Schulung in der Quellenerschließung (auch mit Einsatz der „Romeo-Agenten“), Bearbeitung, Lenkung und Kontrolle von IM zur Gewinnung operativer Informationen und zum Einsatz in Operativen Vorgängen (OV).
- Arbeit mit Auskunftspersonen (AKPs): legendierte Befragungen von Bürgern – wie Leitungskräften, Volkspolizisten, Hausvertrauensleuten sowie Rentnern –, deren Namen in AKP-Karteien festgehalten wurden.[6]
- Operative Psychologie und Zersetzung: Vermittlung von Kenntnissen zur psychologischen Beeinflussung, Diskreditierung und Zersetzung von „Feindlich-negativen Personen“ und „Personengruppen“.
- Marxistisch-Leninistische Theorie und Klassenanalyse: ideologische Schulung zur Stärkung der Klassenwachsamkeit und zur Gewährleistung der Linientreue im Klassenkampf gegen den Imperialismus.
- Sozialistische Rechtspraxis: Anwendung des „sozialistischen Rechts“ als Waffe im Klassenkampf zur Isolierung und Liquidierung von „feindlichen Erscheinungen“.
- Russische Sprache: Obligatorischer Bestandteil zur Gewährleistung der internationalen Zusammenarbeit mit den „Bruderorganen“.
- Militärische Spezialausbildung (inklusive Sport): Ertüchtigung der operativen Kader für den Einsatz unter besonderen Bedingungen und zur Gewährleistung der inneren Sicherheit.
- Grundlagen des operativen Arbeits: Studium der Dienstanweisungen (DA), Arbeitsrichtlinien (ARL) und der Erfahrungen aus Operativen Vorgängen (OV) als verbindliche Normen und Methoden der MfS-Tätigkeit sowie Annehmen von Legenden, Sammeln und Auswerten von Daten und Nutzung der Elektronischen Datenverarbeitung (EDV).

### Beispiel: Methoden der Arbeit mit IM
Das MfS nutzte zur Anwerbung und Führung Inoffizieller Mitarbeiter (IM) vielfältige psychologische und taktische Methoden, die systematisch an der JHS gelehrt wurden.

#### Taktiken bei der Anwerbung (Verpflichtung)
Das MfS identifizierte und nutzte verschiedene Motive potenzieller IM aus:
- Ideologische Überzeugung: Bei überzeugten Systemanhängern.
- Materieller Anreiz: Durch Geld, West-Produkte, Reisemöglichkeiten oder beruflichen Aufstieg.
- Druck und Erpressung (Kompromittierung): Drohung mit der Offenlegung belastender Informationen (Fehlverhalten, Kontakte zum Westen) oder Schüren von Angst vor Repressionen gegen die Person oder deren Familie. Oft wurde ein „Ausweg“ durch Kooperation angeboten.
- Psychologische Manipulation: Aufbau von Vertrauen, schrittweise Verwicklung durch kleine Bitten bis zur Unterschrift einer Verpflichtungserklärung, manchmal auch soziale Isolierung, um Abhängigkeit zu schaffen.
- Weitere Motive: Geltungsbedürfnis, Abenteuerlust, angebliche Hilfsbereitschaft/Freundschaft oder die Möglichkeit, persönliche Rache zu nehmen.

#### Taktiken bei der Führung von IM
Nach der Anwerbung wurden IM durch folgende Methoden gesteuert:
- Regelmäßige Treffen: An konspirativen Orten, um Aufgaben zu besprechen und Informationen entgegenzunehmen.
- Konkrete Aufträge: IMs erhielten genaue Anweisungen zur Informationsbeschaffung über Personen oder Ereignisse.
- Anleitung zur Geheimhaltung: Schulung in konspirativen Verhaltensweisen.
- Berichtswesen: IMs mussten schriftliche Berichte anfertigen.
- Motivation: Durch Prämien, kleine Geschenke oder Lob, um die Bindung an die Stasi aufrechtzuerhalten.
- Psychologische Betreuung: Bei Problemen oder Zweifeln des IMs, um ihn zu stabilisieren, um eine dauerhafte Zusammenarbeit zu etablieren.
- Zersetzung: IMs wurden teilweise selbst als Werkzeuge eingesetzt, um Misstrauen im eigenen Umfeld zu säen.

### Fehlende wissenschaftliche Qualität
Die Hochschule verlieh den Titel eines Dr. jur. bzw. eines Dr. sc. jur., ohne dass die für Promotionen geltenden wissenschaftlichen Anforderungen erfüllt wurden. So wurde ein Großteil der an der Hochschule des MfS erstellten Diplomarbeiten in Teamarbeit ohne wissenschaftliche Fundierung erstellt oder umfasste nur wenige Seiten.
Die an der Hochschule des MfS erstellten Dissertationen unterlagen strengster Geheimhaltung. Somit war ein Austausch mit jedermann oder gar anderen Wissenschaftlern zu diesen Arbeiten nicht möglich und damit eine Überprüfbarkeit nicht gegeben, was einen fundamentalen Verstoß gegen die Werte der Wissenschaft darstellt.
Die von der Hochschule des MfS verliehenen akademischen Grade wurden zwar nicht aberkannt, ein dort erworbenes juristisches Diplom berechtigt jedoch nicht zur Neu- oder Wiederaufnahme eines „gesetzlich geregelten juristischen Berufes“. In den Erläuterungen zum Einigungsvertrag vom 31. August 1990 wird ausgeführt, dass eine Ausbildung an dieser Hochschule „nur dem Namen, nicht aber dem Inhalt nach ein juristisches Studium“ darstellte. Inhaber der MfS-Diplome können daher nur dann beispielsweise als Rechtsanwalt arbeiten, wenn sie bereits am 3. Oktober 1990 eine Zulassung als Rechtsanwalt in der DDR hatten. Von einem Entzug bereits bestehender Rechtsanwaltszulassungen wurde abgesehen.
2019 schlug Roland Jahn, Bundesbeauftragter für die Stasi-Unterlagen, vor, dass frühere Stasi-Offiziere einen Doktorgrad mit dem Zusatz Stasi führen müssen. Weil eine Aberkennung aufgrund des Einigungsvertrages nicht möglich sei, sollten sie wenigstens zu dem Zusatz verpflichtet werden. Die Arbeiten seien „Anleitungen zur Verletzung der Menschenrechte“ gewesen.

## Tätigkeitsfelder der JHS-Absolventen

### Absolventen in der HV A
Die Kernaufgaben der Hauptverwaltung A (Auslandsnachrichtendienst) waren hauptsächlich gegen westliche Staaten, insbesondere die Bundesrepublik Deutschland gerichtet. Ihre Hauptaufgaben waren:
- Informationsbeschaffung: politische, militärische und wirtschaftlich-technologische Spionage.
- Gegenspionage: Abwehren und Unterwandern gegnerischer Geheimdienste.
- Aktive Maßnahmen: Gezieltes Platzieren von Falschinformationen, Gerüchten oder tendenziösen Berichten in westlichen Medien, um die öffentliche Meinung zu beeinflussen, westliche Regierungen zu diskreditieren oder soziale Spannungen zu schüren, Beobachtung, Beeinflussung, Rückgewinnung oder Rekrutierung von DDR-Ausgereisten oder Dissidenten (Verhinderung von Opposition). Unterwanderung politischer, militärischer und wirtschaftlicher Institutionen.

### Absolventen im Inlandsdienst
Die JHS des MfS bildete ihre Studenten auch für die Arbeit im eigenen Land aus. Ihre Hauptaufgaben waren:
- Überwachung der Bürger: Studenten lernten, wie man Menschen ausspioniert, die als „feindlich“ galten oder dem Staat nicht passten. Annehmen von Legenden, Sammeln und Auswerten von Daten, beispielsweise über das Hausbuch.
- Inoffizielle Mitarbeiter (IM) führen: Bürgern anzuwerben und zu steuern, die heimlich für die Stasi arbeiteten und Informationen lieferten.
- Auskunftspersonen (AKP) befragen: Bürger gaben unwissentlich, oder ohne sich als Spitzel zu fühlen, den hauptamtlichen Mitarbeitern der Stasi nach gezielten, legendierten Befragungen Auskünfte. Die Stasi führte separate AKP-Karteien über deren Namen, Adressen, die Art der Auskunft und die genutzte Legende.[14]
- Zersetzungsmaßnahmen planen und mit IMs ausführen: Wie man kritische Personen oder Gruppen unbemerkt zersetzt. Das bedeutete, sie psychologisch zu beeinflussen, ihren Ruf zu schädigen oder Misstrauen zu säen, um sie harmlos zu machen.
- Kontrolle aller Lebensbereiche: Wie man Wirtschaft, Kirchen, Kultur, Reisen und andere Bereiche überwacht, um jede Art von Widerstand oder Abweichung von der SED-Parteilinie zu verhindern.
- Flucht verhindern: Wie man Menschen davon abhält, aus der DDR zu fliehen.
- Recht als Waffe: Das Recht der DDR so einzusetzen, dass es der Stasi nützte, um Verdächtige zu verhören und zu bestrafen.

## Geschichte
Die Bildungseinrichtung des Ministeriums für Staatssicherheit (MfS) durchlief eine Entwicklung in vier Phasen: von einer anfänglichen „Schule“ über eine aufgewertete „Hochschule“ bis hin zu einer getarnten „Juristischen Hochschule“ und „Hochschule des Amtes für Nationale Sicherheit“.

### 1.Schule des Ministeriums für Staatssicherheit(1951–1955)
Am 16. Juni 1951 in Eiche-Golm (Potsdam) (heutiger Universitätsstandort Golm) wurde die Einrichtung mit den Namen „Schule des Ministeriums für Staatssicherheit“ gegründet. Sie war direkt dem MfS, insbesondere der Hauptabteilung Kader und Schulung, unterstellt.
- Angebotsform: Einjährige, oft improvisierte Lehrgänge.
- Inhalte: Der Fokus lag auf den Grundlagen geheimdienstlicher Arbeit, ergänzt durch Fächer wie Waffenkunde, Deutsch und Sport.
- Ausrichtung: Die Ausbildung war rein schulisch und hatte keine akademischen Ansprüche; sie diente primär der Einarbeitung unerfahrener Mitarbeiter.
- Forderungen und Realität: Der Schule lief parallel zu den Diensten im MfS und wurde häufig durch Arbeitseinsätze unterbrochen, da der Dienst stets Vorrang hatte. Erich Mielke betonte 1953 die pragmatische Bedeutung der „Feindvernichtung“ über formale Bildung.

Nach der Niederschlagung des Volksaufstands am 17. Juni 1953 und dem Führungswechsel zu Ernst Wollweber erkannte dieser den dringenden Bedarf an einer qualifizierteren und systematisierten Ausbildung, was die Weichen für die nächste Phase stellte. Das Ziel war die absolute Absicherung und Stabilisierung der SED-Herrschaft durch umfassende Überwachung, Repression und Prävention jeglicher systemkritischer Bestrebungen.

### 2.Hochschule des Ministeriums für Staatssicherheit(1955–1965)
Die zweite Phase brachte eine deutliche Aufwertung und Professionalisierung der MfS-Ausbildung mit sich. Am 17. Oktober 1955 ging die Einrichtung aus der bisherigen Schule hervor und wurde zur „Hochschule des Ministeriums für Staatssicherheit“. Obwohl ihr kein offizieller Hochschulstatus verliehen wurde, signalisierte die neue Bezeichnung einen klaren Anspruch auf Niveausteigerung.
- Fokus: Die Ausbildung wurde nun auf die mittlere Leitungsebene des MfS ausgerichtet.
- Neue Zugangsbedingungen: Studienanwärter mussten fortan eine Aufnahmeprüfung bestehen und durften nicht älter als 35 Jahre sein.
- Zweijähriges Direktstudium: Dieses trug schulischen Charakter, basierte jedoch auf einer strukturierteren Unterweisung in acht zentralen Lehrfächern: Dialektischer und historischer Materialismus (mit Geschichte der deutschen Arbeiterbewegung, Geschichte der KPdSU), Staats- und Rechtslehre, Politische Ökonomie, Spezialdisziplinen wie Grundfragen der operativen Arbeit, Zersetzungstätigkeit, Abwehr, Untersuchungsarbeit und Strafprozessrecht, Militärische Ausbildung (mit Sport).
- Abschluss: Das Studium endete mit der erfolgreichen Prüfungsabnahme in allen Fächern und der Ernennung zum Unterleutnant.

1956 erfolgte eine Statuserhöhung durch die direkte Unterstellung unter den Minister für Staatssicherheit, was zu einem signifikanten Anstieg der Studierendenzahl (fast 50 %) führte. Ab 1957 (unter Erich Mielke) wurden gezielte Anstrengungen unternommen, die Bildungseinrichtung schrittweise an das Hochschulsystem der DDR anzupassen. 1960 wurde Die Studiendauer des Direktstudiums von zwei auf drei Jahre erhöht, und es wurde ein fünfjähriges Fernstudium eingeführt. Letzteres wurde schnell zur beliebtesten Studienart, da es die Vereinbarkeit von Studium und aktivem Dienst ermöglichte. In dieser Phase entwickelte sich die Institution zu einer entscheidenden „Schmiede für leitende MfS-Kader“.

### 3.Juristische Hochschule des Ministeriums für Staatssicherheit(JHS) (1965–1990)
Die dritte Phase sah die Etablierung einer spezialisierten, aber streng geheimen akademischen Einrichtung. In den 1980er-Jahren wurde die JHS weiter ausgebaut, insbesondere zur Qualifizierung des Nachwuchses. 1984 wurde ein Hochschuldirektstudium der Rechtswissenschaft für vornehmlich Abiturienten eingerichtet, während ältere Direktstudiengänge für erfahrene MfS-Kader ausliefen. 1986 wurde die JHS der Leitung der Hauptabteilung Kader und Schulung des MfS unterstellt.
- Offizieller Hochschulstatus und Umbenennung: Am 20. Juni 1965 erhielt die Bildungseinrichtung den offiziellen Hochschulstatus und wurde in „Juristische Hochschule Potsdam“ (JHS) umbenannt. Sie blieb weiterhin direkt dem Minister für Staatssicherheit unterstellt.
- Strukturelle Anpassung: Der Lehr- und Forschungsbetrieb wurde umfassend umstrukturiert und erweitert, wobei grundlegende Direkt- und Fernstudienlehrgänge beibehalten wurden. Maßnahmen wie die Einrichtung eines Senats und die Ernennung eines Rektors und von Prorektoren sollten eine weitere Angleichung an das DDR-Hochschulsystem bewirken.
- Geheimhaltung und Abgrenzung: Die Existenz der JHS unterlag strikter Geheimhaltung und sie war daher nicht im offiziellen Hochschulverzeichnis der DDR gelistet. Trotz des Namens gehörte sie bis 1989 offiziell nie zum DDR-Hochschulsystem; die Geheimhaltung widersprach grundlegenden Kriterien der Wissenschaftlichkeit (z. B. fachlicher Austausch, Überprüfbarkeit der Forschung).
- Akademische Abschlüsse und Promotionen: Zwischen 1966 und 1989 erwarben rund 3300 Personen den Abschluss eines Diplomjuristen. 347 Personen wurden promoviert, darunter bekannte Persönlichkeiten wie Alexander Schalck-Golodkowski.[16] Die juristischen Diplomabschlüsse waren formell denen anderer DDR-Hochschulen gleichgestellt. Die JHS durfte ab dem 18. Juni 1968 den akademischen Grad „Doctor iuris“ (Promotion A) und ab dem 1. Juni 1981 den „Doctor scientia iurum/iurisprudentiarum“ (Promotion B) verleihen. Auf Prüfungszeugnissen und im Schriftverkehr erschien sie stets als „Juristische Hochschule Potsdam“, um die tatsächliche Zugehörigkeit zum MfS zu verschleiern.[17]

#### Organisation der JHS 1965–1990
Der Studien- und Forschungsbereich der JHS war in spezifische Sektionen (Fakultäten) unterteilt:
1. Marxismus-Leninismus
2. Politisch-operative Spezialdisziplin (darunter u. a. der Lehrstuhl für Operative Psychologie)
3. Rechtswissenschaft
4. Sektion A (Schule der Hauptverwaltung A in Gosen bei Erkner, zuständig für Auslandsspionage), ab 1988 eine eigene Ausbildungsstätte in Gosen, war aber als Sektion A in die JHS integriert[19]
5. Institut für Internationale Beziehungen, zuständig für die Ausbildung von Kadern der Sicherheitsorgane befreundeter Staaten

Das Studium an der JHS war ausschließlich hauptamtlichen Mitarbeitern des Ministeriums für Staatssicherheit vorbehalten.
Die JHS ist nicht zu verwechseln mit der Akademie für Staats- und Rechtswissenschaft, die ebenfalls in Potsdam ansässig war.

### 4.Hochschule des Amtes für Nationale Sicherheitund Auflösung im Zuge der Wende (Ende 1989/Anfang 1990)
Der Lehrbetrieb lief bis in den Herbst 1989 weitgehend isoliert. Mit der Umbenennung des Ministeriums für Staatssicherheit (MfS) in „Amt für Nationale Sicherheit“ (AfNS) im November 1989 wurde auch die Juristische Hochschule des MfS (JHS) umbenannt in „Hochschule des Amtes für Nationale Sicherheit“. Studierende, die kurz vor dem Abschluss standen, konnten ihr Studium bis Januar 1990 mit verkürzten Diplomprüfungen beenden. Das letzte Promotionsverfahren wurde am 15. Dezember 1989 abgeschlossen. Kursanten im ersten oder zweiten Studienjahr wurden mit Wirkung vom 1. Januar 1990 in ihre Diensteinheiten zurückversetzt.
Die Auflösung des Lehrkörpers begann im Dezember 1989. Das offizielle Ende der JHS und die Entlassung aller ehemaligen MfS-Mitarbeiter erfolgte am 31. März 1990. Der Lehr- und Forschungsbetrieb endete faktisch bereits Ende Januar 1990, und der Standort war bis Ende Februar 1990 geräumt.
Nachnutzung der Gebäude: Die Rechtsträgerschaft für das Hochschulareal wechselte zum 1. März 1990 zur Pädagogischen Hochschule „Karl Liebknecht“. Die ehemaligen Hochschulgebäude sind als „Komplex II Golm“ Teil der 1991 gegründeten Universität Potsdam.

## Personal
Stand: Oktober 1989
- Personalbestand: 758 Mitarbeiter (670 Berufsunteroffiziere, Fähnriche, Berufsoffiziere, ein Inoffizieller Mitarbeiter und 87 Unteroffiziere auf Zeit)
- Leiter: Rektor Willi Opitz
- Zwei Stellvertreter:
  - Jürgen Seidel – 1. Stellvertreter für Forschung Information/Dokumentation und Sicherheit
  - Steffen Flachs – Stellvertreter für Ausbildung und Erziehung

Heinz Meissner wurde von der Funktion als Stellvertreter für Ausbildung und Erziehung entbunden und ab 1. Oktober 1989 freigestellt für hauptamtliche Parteitätigkeit.

## Verbindungen zum Institut der Zollverwaltung der DDR
Die Hochschule des MfS unterhielt enge Verbindungen zum Institut der Zollverwaltung der DDR „Heinrich Rau“ in Plessow (von 1965 bis Dezember 1980 Fachschule). Diese Kontakte wurden besonders in den 1970er und 1980er Jahren durch den Direktor des Instituts Dieter Rutsch und dessen Ersten Stellvertreter und späteren Nachfolger Horst Bischoff ins Leben gerufen und bis zur Wende immer weiter vertieft.